# تيتانيك (فلم 1997)
تيتانيك (بالإنجليزية: Titanic) هو فلم كوارث رومانسي ملحمي أمريكي صدر سنة 1997 من إخراج، وكتابة، وإنتاج جيمس كاميرون الذي شارك في تركيبه أيضًا. يتناول الفلم كارثة غرق السفينة آر إم إس تايتانك في أولى رحلاتها عبر المحيط الأطلسي، مع دمج الجوانب التاريخية والخيالية، والفلم من بطولة ليوناردو دي كابريو وكيت وينسليت، وهما شَخصَين من طبقات اجتماعية مختلفة وقعا في الحب على متن الرحلة الأولى لتيتانيك عام 1912. يضم الفلم أيضًا طاقمًا تمثيليًا مكونًا من بيلي زين، وكاثي بيتس، وفرانسيس فيشر، وبرنارد هيل، وجوناثان هايد، وداني نوتشي، وديفيد وارنر، وبيل باكستون.
استَلهم كاميرون أحداث الفلم من حُطام السفينة الذي فتنه، حيثُ ذكر أنّ يجب أن يكون هناك قصّة حُبّ تتخلّل أحداث الفلم لإيصال المشاعر للمشاهدين والتعبير وإظهار هذه الكارثة. بدأ إنتاج الفلم في عام 1995 عندما قام كاميرون بتصوير حُطام السفينة الحقيقيّة؛ شعر أن قصة حب تتخللها الخسائر البشرية ستكون ضرورية لنقل التأثير العاطفي للكارثة. بدأ الإنتاج في عام 1995، عندما قام كاميرون بتصوير لقطات من حُطام تيتانيك الحقيقيّ. وقد صُوّرت مشاهد سفينَة الباحثين الحديثة على متن سفينة أكاديمك مستيسلاف كيلدش التي استخدمها كاميرون أيضاً لتصوير الحُطام. ولتصوير غرق السفينة، بُنيت نماذج مُصغّرة وصوّر حاسوبيّة، وبُنيَ نموذج للسفينة في استوديوهات باها، على شاطئ روساريتو، في كاليفورنيا. الفلم من توزيع كُلّاً من باراماونت بيكتشرز وتونتيث سينتشوري فوكس اللَّتان شاركتا في تمويله أيضًا، حيث قامت الشركة الأولي بالتوزيع في أمريكا الشمالية، بينما قامت الشركة الثانية بإصدار الفلم دوليًا. وكان الفلم يُعتَبر أغلى فلم تمّت صناعته في ذلك الوقت بميزانيّة قُدّرت بحوالَي 200 مليون دولار.
بعدَ صدورِه في 19 ديسمبر 1997، حقّق الفلم نجاحاً نقديّاً وتجاريّاً مُنقَطع النظير، وحاز علي عدة جوائز فيما بعد. ورُشّح لنيل أربعة عشر جائزة أوسكار، وبذلك، يكون قد تعادل مع فلم كل شيء عن حواء (1950) حينها في عدد ترشيحات الأوسكار، وحاز على إحدى عشر منها مُتضمّناً بهذا جائزة جائزة أفضل فلم وأفضل مخرج، ليصبح بذلك قد تعادل مع فلم بن هور (1959) في عدد جوائز الأوسكار التي فاز بها فلم واحد. وقد وصلت إيرادات الفلم حول العالم لأكثر من 2.15 مليار دولار، وظل يُعتَبر أعلى فلم من حيث الإيرادات حتّى عام 2010، حيث تفوّق عليه فلم أفاتار لجيمس كاميرون أيضاً. كان فلم تيتانيك أول فلم يصل إلى مبلغ المليار دولار. وصُدرت نُسخة ثلاثية الأبعاد للفلم في 4 أبريل 2012، وذلك لإحياء الذكرى المئويّة لغرق السفينة، وحاز على إيرادات إضافيّة وصلت لـ343.6 مليون دولار، وبذلك، يكون مجموع ما حقّقه الفلم 2.18 مليار دولار ويُسجل كثاني فلم يحقق أكثر من 2 مليار دولار في جميع أنحاء العالم (بعد أفاتار). في عام 2017، أُعيد إصدار الفلم للاحتفال بذكراه السنوية العشرين وتم اختياره للحفظ في سجل الولايات المتحدة الوطني للأفلام.

## القصة
في عام 1996، يقوم صائِد الكنوز بروك لوفيت وفريقِه على متن السفينة البحثيّة «أكاديميك مستيسلاف كيلديش» يقومون بالبحث في حُطام سفينَة التيتانيك التي يعتقدون أنها تحمَل على ظهرها قلادَة الماس النادرة التي تُسمّى «قلب المحيط»، حيثُ أنّهم استعادوا من السفينة رسمَة لامرأة شابّة عاريّة ترتدي القلّادة ومؤرّخة بتاريخ 14 أبريل 1912، وهو اليوم الذي غَرقت فيه السفينة. لذلك قام الطاقَم بإحضار روز داوسون كالفرت -وهي المرأة التي تظهر في الرسمة- على متن السفينة لتروي تجربتها على سطح التيتانيك.
تبدأ بعدها روز بروي قصّتها، حيث أنّها في عام 1912 في مدينَة ساوثهامبتون الإنجليزيّة، كانَت روز ديفيت بوكاتر ذات الـ17 عاماً مع خطيبِها كال هوكلي وأمها روث أحد رُكّاب سفينة التيتانيك في الدرجة الأولى. روث تعتقد أن زواجَ ابنتها من كال سوف يَحّل مشاكل العائلة الماليّة لذلك هيَ مُصرّة على زواج ابنتها منه. وبسبب بعضِ المشاكِل معه، قرّرت روز الانتحار وذلك برمي نفسها في المحيط من مؤخّرة السفينَة. إلّا أن جاك داوسون -وهو فنّانٌ مُفلِس- يقوم بإنقاذِها. يكتَشِف كال ذلك، وتقوم روز بإخبارِه بقلق أنّها كانت تطُل برأسها على المحيط وجاك قَدِمَ وأنقذها، وعندما اقتَنع كال بالقصّة اقتَرحت عليه أن جاك يستحقّ جائزةً ما، فقام بدعوتِه للعشاء في الدرجة الأولى من تلك الليلة. تطوّر صداقة جاك وزور بمرور الوقت، ويدعوها جاك للنزول لحضور حفلةٍ في الدرجة الثالثة.
تبدأ الغيرة تشتعل في قلب كال، خاصّة وأنّه أدرك أن روز تفضّل جاك عنه. وبعد تواعُد روز وجاك على قوس السفينة الأمامي وقت الغروب، تأخُذ روز جاك إلى غُرفَتها، وبناءً على طلبها، تتعرّى روز ويقوم جاك برسمِها والقلادَة على صدرها، يكتَشِف أحد حُرّاس كال ذلك، فيهرُبان منه إلى عنبر البضائع المشحونَة. ثُم يخرجان إلى سطح السفينَة ويُشاهدان اصطدام جبلٍ جليدي بطرف السفينَة وتبدأ الأدوار السفليّة للسفينة بالفيضان.
يكتَشِف كال ما حدث ويعثُر على الرسمَة فيشتاظ غضباً، وحينَ يعثُر على جاك وروز يقوم خلسَة بوضعِ القلادة في جيبِ جاك ويتَهمه بالسرقة. فيقوم أحد رجال الأمن بإلقاء القبض عليه واقتياده لمكتب الأمن السُفليّ ويُكبّل يديه إلى أحد الأنابيب وتبقى القلادة مع كال.
مع غَرق السفينَة، تترك روز والدتها وكال الَذين رَكِبا في إحدى قوارب النجاة وتذهب لإنقاذ جاك. وحين تصعد لسطح السفينة هي وجاك بقابِلهم كال مرّة أخرى ويدّعي في ذلك الوقت أنّه يستطيع الحصول على مقعدٍ إضافيّ لجاك وأن على روز الركوب في القارب، ولكنّها تُقرر الذهاب مع جاك، فيطرادهما كال حاملاً سلاحاً ناريّاً عبر الدرجة الأولى وسط الفيضان. ثُم يُدرِك كال أن القلادة قد خبأها في معطفه بيدَ أن المعطف ألبسه لروز. وبعدَ عدّة عقبات، يعود جاك وروز إلى السطح وقد غادرت قوارب النجاة وصار المُتبقّون يقعون في المحيط مع انقسام السفينة وارتفاع مؤخرتها في الهواء. ثُم تغرق السفينة بالكامل ويتشبث جاك وروز بلوح خشبيٍ طافٍ؛ يموت جاك إثرَ انخفاض حرارة جسمه بينما تُنقَذ روز من أحد اقوارب النجاة العائدة.
تأتي سفينَة آر إم إس كارباثيا وتُنقِذ الناجين وتأخذهم إلى نيويورك، وتتمكن روز من الاختباء من كال، وتقول بأن اسمها روز داوسون. أما كال ينتحر إثرَ فقدانه لجميع أموالِه في انهيار سوق وول ستريت عام 1929. وبالعودَة للزمن الحاضر، يُقرّر بروك لوفيت التخلّي عن بحثِه عن القلادة. ووحيدةً تذهب روز لمؤخرّة سفينة الأبحاث وبيدها قلادة قلب المحيط وترميها في المحيط في نفس مكان غرق التيتانيك.

## طاقم التمثيل

### شخصيات خيالية
- ليوناردو دي كابريو بدور جاك داوسون: جاك هو البطل الرئيسي في الفلم، وهوَ فنّان مُتشرّد من شبوا فولز، قام بجولةٍ في العديد من مُدن العالم كن أبرزها باريس، وقد فاز بتذكرتين في لعبة بوكر للصعود على باخرة التيتانيك في رحلتها الأولى ليُسافِر بعدها هو وصديقه فابريزيو في الدرجة الثالثة؛ وقد انجَذب لـِ روز منذ الوهلة الأولى وأنقَذها عندما كانَت تُحاول الانتحار في مؤخّرة السفينَة، مما دفعها لدعوته لحضور عشاءٍ في الدرجة الأولى. عندَ اختيار الأدوار، كانَ الكثير من المُمثلين مُرشّحين لأداء الدور، من ضمنهم: ماثيو ماكونهي، وكريس أودونيل، وبيلي كرودب، وستيفن دورف؛ إلّا أن المُخرِج كاميرون رأى أنّ هؤلاء المُمثّلين أكبَر من أن يبدوا بأنّهم بعمر العشرين عاماً.[14][15][16][17] وقد كان توم كروز مُهتماً بأداء الدور، بيدَ أنّه طلَب سِعراً مُرتَفعاً.[15] وقد وضع كاميرون باعتبارِه جاريد ليتو إلّا أنه رفض ذلك.[18] ليوناردو دي كابريو كان في ذلك الوقت بِعُمر 22 سنة، ومديرة التمثيل مالي فين هيَ من رشّحته لكاميرون.[19] في البداية، رفَض دي كابريو العرض، خاصّة وأنّه أوّل دورٍ عاطفي سيقوم به. وقال كاميرون يحكي عن ليوناردو عن هذا الموضوع: «لقد قرأ النصّ مرّة واحدة وأخطأ بأدائه، وأنا لم أركّز اهتمامي عليه، ولكن في لمحة بسيطة تغيّر كل شيء.» وقد وَثِقَ كاميرون بقدراتِه بقوّة.[14] ورغم أن شخصيّة جاك كانت خياليّة، إلّا أن هناك قبر يحمل اسم ج. داوسون في مقبرة مقبرة فيرفيو في هاليفاكس -وهي المقبرة التي دُفنت فيها بقايا ضحايا السفينة الحقيقيّة-، ج. داوسون الحقيقي كان اسمُه الكامِل جوزيف داوسون، وكان من العُمّال الذين يُلقّمون السفينة بالفحم. وقد أخبَر المُنتِج جون لانداو أنّهم لم يعلموا بوجود هذا الاسم إلا بعد نهاية الفلم وإصداره.[20]
- كيت وينسلت بدور روز ديويت بوكاتر: هيَ فتاة في 17 من عُمرِها من فيلادلفيا، ومُسافِرة على متن التيتانيك على الدرجة الأولى بصحبَة خطيبها كال هولكي ذي الـ30 عام، وأمّها روث التي تطمح لاستعادَة ثروتها عبر زواج ابنتها حيث أنّ وفاة والدها أدّى بهم لتراكم الديون عليهم، وتلتقي بجاك عند محاولتها للانتحار حيث أنّها مُجبَرة على الزواج من كال. وقد قالت وينسلت واصِفةً الشخصيّة: «هي مُغامِرة بطبعها، ولديها الكثير لتُقدّمه، ولديها قلبٌ صافٍ، وتطمح لاستكشاف العالم، بيدَ أنّها تشعر في قرارة نفسها أنّها لن تستطيع القيام بتلك الأشياء أبداً.»[21] جوينيث بالترو، ووينونا رايدر، وكلير دينس، وغابرييل أنور، جَميعُهنّ كُنّ من المُرشحات لأداء الدور.[14][22][23][24] وعندما رفضنَ ذلك، رشّحت كيت نفسَها لأداءه، حيث كانت تُراسِل كاميرون يوميّاً من إنجلترا مما جعله يدعوها إلى هوليوود لحضور تجارِب الأداء. وكما حدث مع دي كابيريو، فإن مديرة المُمثّلين دعَمت كيت وينسلت مما جَلب اهتمام كاميرون لها. كان أقرَب وصف لشخصيّة روز هي المُمثّلة أودري هيبورن، ولم يكُن كاميرون مُقتنعاً بوينسلت حتّى بعد إعجابِه بأدائها.[14] وبعد تجارُب الأداء مع ليوناردو، أعجبها جدّاً، وقالت لكاميرون واصفةً إيّاه أنّه ممثل رائع وأن عليه اختياره حتّى لو لم يختَرها. يُذكَر أنّ وينسلت لّت تُحاول مع كاميرون بشتّى الوسائل ليقبلها في هذا الدور، فمرّة أرسَلت له زهرة وكتبت برسالة: «من روز.»، وكانَت تتصل به وتُصر عليه، ومرّة قالت له: «لماذا لا تفهم!... أنا روز، لا أعرف لماذا لا ترا هذا بي.» في النهاية، إصرارها وموهبتها أدّى لموافقة جيمس كاميرون عليها.[14]
- بيلي زين بدور كاليدون ناثان/كال هولكي: وهو خطيب روز ذو الـ30 عاماً. وهو مُتكبّر ومغرور، كما أنّه الوريث الوحيد لشركة لصناعة الصَلب في بيتسبرغ. ويُصبِح خلال أحداث الفلم أكثر غيرة وقسوة على روز بعد معرفته بعلاقتها مع جاك. وقد قُدّم الدور بداية إلى ماثيو ماكونهي.[25]
- فرانسيس فيشر بدور روق ديويت بوكاتر: هي والدة روز الأرملة، والتي تسعى لتزويج روز من كال لاستعادة ثروتها ومكانتها الرفيعة في المجتمع. وهي تُحب ابنتها كثيراً، ولكنها تعتقد أن المكانة المُجتَمعيّة أهم من الزواج بشخص تُحبّه، لذلك قهي تحتقر جاك على الرغم من أنّه أنقذ ابنتها.
- غلوريا ستيوارت بدور روز العجوز: روز العجوز هي رواية الفلم وهي التي نجَت من الغرق السفينة وروَت قصّتها مع جاك عندما كانوا على متنها. وقد علّق كاميرون بقولِه أنّه ابتَكر هذه الشخصيّة ذات الـ101 عام لتكونَ رابِطاً بين الماضي والحاضِر.[21] وقد لعبت ستيورات هذا الدور بعُمر الـ87 وأظهَر صُنّاع الفلم أنّها تبدو أكبَر من ذلك.[25] وقد كان كاميرون يجهل من هي ستيوارت وكانو قلقين بشأنِها، بيدَ أنه رأى أن لديها روحاً جميلَة وأنها تؤدي الشخصيّة بشكل ممتاز، ومطابقة للمواصفات حيث أنّه أراد مُمثلّة من الحُقبة الكلاسيكية لهوليوود.[26][26] وقد توفيت ستيورات عام 2010 عن عمر يناهز الـ100 وهو قريب من العُمر الذي أدّته بدور روز في الفلم.[27]
- بيل باكستون بدور بروك لوفيت: وهو صائد الكنوز الذي يبحث عن قلادة قلب المحيط في حُطام السفينة في الحاضِر.
- سوزي أميس كاميرون بدور ليزي كالفارت: وهي حفيدَة روز التي رافقتها لسفينة لوفيت حيثُ عَلِمت قصّة جدّتها وما عاشته من تجارُب.
- داني نوسي بدور فابريزيو دي روسي: هو أعزّ أصدقاء جاك الذي رافقه في رحلته على متن السفينة وذلكك بعد أنا فازَ بالتذكَرة من لُعبَة بوكر. لم تمكّن فابريزيو من النجاة وغرق مع السفينة.
- ديفيد وارنر بدور سبيسر لافجوي: هو حارِس كال الشخصي الذي يُعطى مُهمّة مراقبة روز. لم ينجُ من الغرق وقتل مع القتلى.
- جاسون باري بدور توماس ريان: وهو راكب آيرلندي من الطبقة الثالثة وصار صديقاً لجاك وفابريزيو.

### شخصيات تاريخية
على الرُغم من أن الفلمَ لم يكن توثيقياً، إلا أن هناك العديد من الشخصيّات التاريخيّة هي:

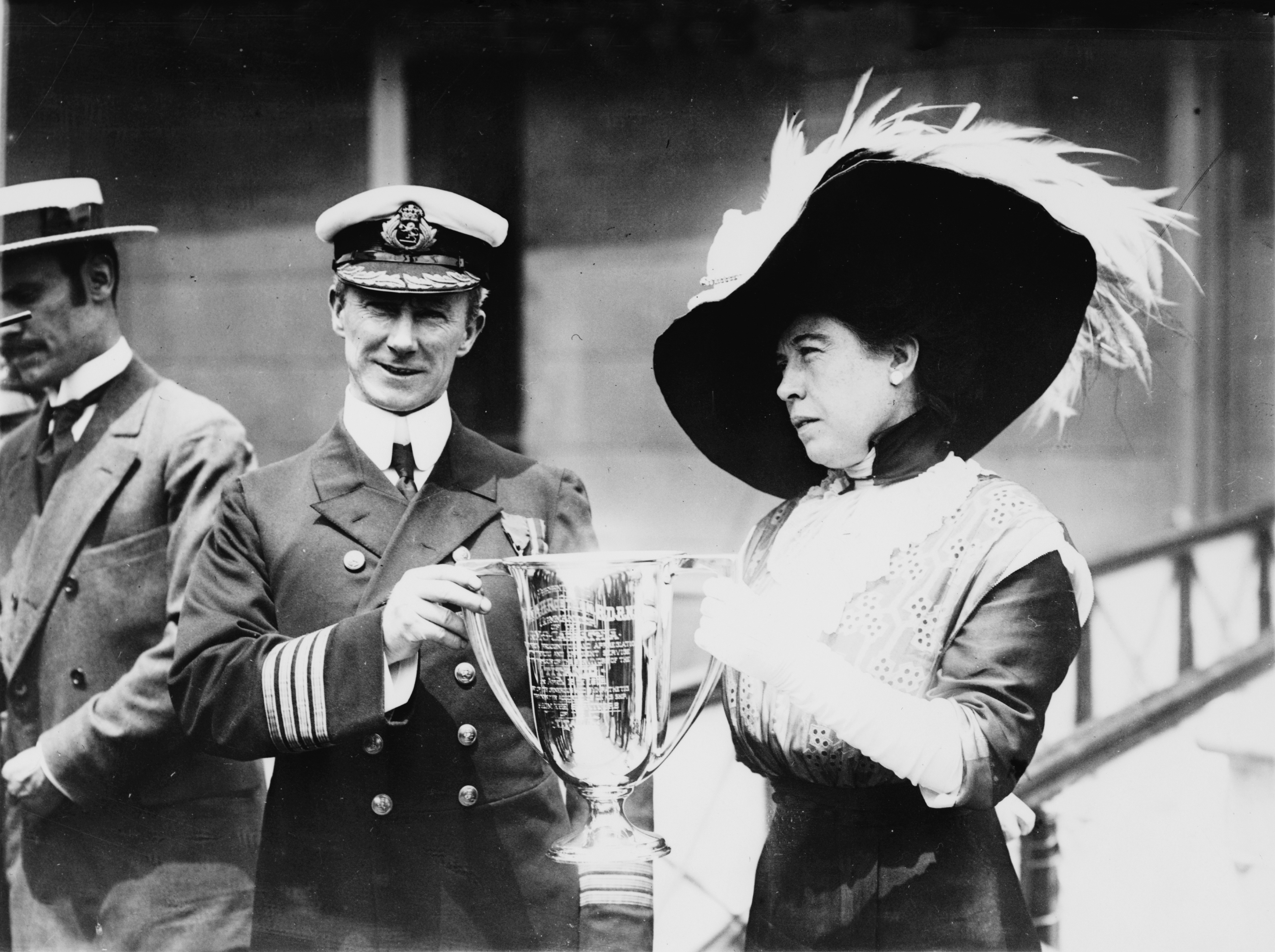
صورة لمارغريت براون الحقيقيّة تمنح الكابتن آرثر هنري روسترون جائزةً على خدماتِه في إنقاذ الناجين في كارثة التايتنيك.

- كاثي بيتس بدور مارغريت براون: هيَ إحدى النساء المُسافرات على متن الدرجة الأولى، وكانت النساء الأخريات تستحقرنها لأنها كانت من الطبقة العامّة وصارت من الأثرياء الجدد. وكانت ودودة مع جاك وأعطته بذلة لبلبِسها عندما دُعيَ لحضور العشاء في صالة طعام الدرجة الأولى. وعلى الرُغم من كون مارغريت شخصيّة حقيقيّة، إلا أن كاميرون اختار عدم إظهار سلوكها الحقيقي. وقد اشتهرت بنجاتها على القارب رقم 6 من كارثة تحطم آر إم إس تيتانيك، حيثُ قامت بِحثِّ ركاب طاقم النجاة على القارب بالعودة لمكان تحطم السفينة لتنجو من موتٍ محقق.[28] وقد صُوّر هذا الموقف في الفلم.
- فيكتور جاربر بدور توماس أندروز: هو مُصمّم السفينة وكان مُسافِراً على متنها، يتم تصويره على أنّه رجلٌ لطيف ومتواضع. بعد الاصطدام، بدأ بمحاولة إقناع أصحاب القرار -لاسيما بروس اسماي- بأن السفينة رياضياتياً ستغرق لا محالة. يموت أثناء غرق السفينة واقفاً في غرفةٍ في الطبقة الأولى ينظر إلى ساعةٍ جداريّة آسفاً لفشله لصناعة سفينة قوية وآمنة. وعلى الرغم بأن هذه كانت واحدة من أشهر الروايات المروية عن غرق التيتانيك إلا أن هذه الرواية - والتي نشرت في كتاب «توماس أندرسون: مصمم سفن» عام 1912- قد نُقلت من جون ستيورت -وهو مُضيف على متن السفينة- الذي غادر السفينة حوالي الساعة 1:40 أي قبل نصف ساعة من غرقها.[29] كان هناك بعض المشاهدات لأندروز بعد تلك اللحظة.[29] فعلى ما يبدو أن أندروز بقي في غرفة التدخين لبعض الوقت حتى يتمكن من جمع أفكاره ثم تابع عمله في إخلاء الركاب. وشوهد أندروز للمرة الأخيرة يغادر السفينة ولم يتم العثور على جثته.[29]
- برنارد هيل بدور القبطان إدوارد جيمس سميث: كان قبطان السفينة سميث قد خطّط لأن تكون رحلته على التيتانيك هي الرحلة الأخيرة قبل تقاعده. وغَرِق حينما حطّمت الأمواج قمرة القيادة حيث كان عند عجلة القيادة. وهناك أقوالٌ مُتضاربة حول ما إذا مات بهذه الطريقة أو مات مُتجمّداً بالقُرب من أحد قوارِب النجاة، ولكنه كان من الأشخاص الذين ماتوا لينقذوا الآخرين.[30]
- جوناثان هايد بدور ج. بروس اسماي: اسماي هو رجل فاحش الثراء جاهل من رُكّاب الطبقة الأولى. وهو مُدير شركة وايت ستار لاين التي موّلت بناء السفينة، وقد استَخدم منصِبه هذا لإعطاء أمرٍ للرُبان سميث بزيادة سرعة السفينة حتّى تصِل أبكَر من موعدها المحدد إلى نيويورك لتصير ضجّة إعلاميّة حولها. على الرغم من كونِ القصّة شهيرة، إلا أنه لا يوجد أدلّة كافية لإثباتها.[31][32] بعدَ الاصطدام، لّ مؤمناً بأن السفينة لا يُمكن أن تغرق، وقبل غرق السفينة بلحظات استطاع ركوب أحد قوارب النجاة المُتبقيّة. وصفته الصحافة في وقت لاحق بالجبان، حيث أنّه فضّل نفسه على أن تغرق النساء والأطفال.
- إيريك برايدين بدور جون جاكوب آستور الرابع: أحد رُكاب الدرجة الأولى وأغناهم، يتم تقديمُه في الفلم مع زوجته مادلين البالغة من العمر الـ18 وأدّت دورها الممثلة شارلوت تشاتون وشاركا في العشاء الذي دُعي جاك إليه، وقد هلك جون مع السفينة بينما نجت زوجَته.
- برنارد فوكس بدور كولونيل أرشيبالد جراسي الرابع: لم تجرِ أحداثٌ في الفلم لهذه الشخصيّة كثيرة، عدا كلمته التي قالها لـِ كال بأن النساء والآلات لا يختلطون. وقد قام فوكس مُسبقاً بأداء شخصيّة فريدريك فليت في فلم ليلة لا تنسى وهو أحد الأفلام التي كان موضوعها السفينة.
- مايكل انساين بدور بنيامين غاغينهايم: رجل أعمال في الدرجة الأولى، يُسافر مع عشيقته الفرنسيّة مداوم أوبيرت -التي أدت دورها فاني بريت- بينا زوجته وأولاده الثلاث ينتظرونه في المنزل. عندما انضم جاك لعشاء الدرجة الأولى بعد إنقاذ روز، يصفه غاغينهايم بأنّه بوهيمي. ويُرى أثناء الغرق في القاعة الكبيرة قائلاً بأنّه مستعد للذهاب إلى أسفل كرجل نبيل.
- جوناثان ايفانز جونز بدور والاس هارتلي: قائدة الفرقة الموسيقية وعازف الكمان على ظهر السفينة الذي استمرّ بالعزف حتّى غرق السفينة، قام بعزف ترنيمة Nearer, My God, to Thee مع طاقمه ومات غرقاً.[33][34]
- مارك ليندساي بدور هنري تينجل وايلد: رئيس الضُباط على السفينة، سمحَ لكال بالركوب في إحدى قوارب النجاة بعد أن حمل طفلةً بين ذراعيه. وقبل وفاته مُتجمّداً حاول إعادة قوارب النجاة لينقذوهم، وعندما عادت القوارب كان قد توفّي فاستخدمت رزو صفّارته لإنقاذها.
- إيوان ستيوارت بدور الضابط الأول وليام مردوك: كان الضابط المسؤول في السفينة، خلال اندفاع الناس لقوارب النجاة قام مردوخ بإطلاق النار على أحد الرُكّاب ثُم انتحر شاعراً بالذنب. عندما رأى ابن أخيه الفلم، اعتَرض على تصوير عمّه بهذه الطريقة التي تُسيء لسمعته البطولية.[35] بعد بضعة أشهر، ذهب نائب رئيس شركة فوكس سكوت نيسون إلى دالبيتي في أسكتلندا، حيث عاش مردوك، لتقديم اعتذار شخصي، وقدم أيضا تبرع بقيمة 5000 يورو إلى مدرسة دالبيتي الثانوية لتعزيز جائزة وليام مردوك التذكارية.[36] وقد اعتذر كاميرون في قرص الدي في دي الخاص بالفلم، كما ذكر أن هناك ضباط أطلقوا طلقات نارية لتنفيذ سياسة النساء والأطفال أولاً.[37] وطبقاً لما ذكره كاميرون، فإن تصويره لمردوك هو تصوير لرجل «شريف» وليس رجل «سيئ» أو «قاتل جبان». وأضاف: «لست متأكدا من أنكم تجدون نفس الشعور بالمسؤولية والتفاني التام في العمل اليوم، لقد قام بعمل بطولي هذا الرجل وأدّى واجبه على أكمل وجه».[38]
- جوناثان فيليبس بدور الضابط الثاني تشارلز لايتولر: يظهر لايتولر في الفلم مُخبراً الكابتن سميث بأنه من الصعب رؤية الجبال الجليديّة بسبب الضباب. وقد كان لايتولر أحد الضباط الناجيين من الكارثة.
- سيمون كران بدور الضابط الرابع جوزيف بوكهال: هو الضابط المسؤول عن إطلاق المشاعل النارية أثناء الغرق. وكان أحد الضباط الناجيين من الحادثة.
- إيوان جروفود بدور الضابط الخامس هارولد لوي: الضابط الوحيد الذي الذي قاد زوارق النجاة لإنقاذ الناجين المحتملين، ويصوّره الفلم أنّه هو من أنقذ روز.
- إدوارد فليتشر بدور الضابط السادس جيمس بول مودي: أصغر الضُباط على متن السفينة وقد توفي ليلتها.
- جيمس لانكستر بدور توماس بيلس: راهب من الدرجة الثانية، وهو كاهن كاثولوكي من إنجلترا، يُصوّر في الفلم أنه يُصلي ويُلقي خطاباً تصبيريّاً على الناس.
- لوي بالتر وإلسا رافن بدورَي إيزيدور ستراوس وإيدا ستراوس: إيزيدور هو المالك السابق لشركة R.H. Macy and Company وهو عضو سابق في الكونغرس من نيويورك، وعضو في لجنة نيويورك ونيوجيرسي بريدج. خلال الغرق تستطيع زوجَته الحصول على مقعد في قارب النجاة ولكنها ترفض قائلاً أنه سيكون من المُشرّف لها البقاء مع زوجها. وقد شوهدوا لآخر مرّة في غرفتهما أثناء الغرق.
- مارتين جارفيس : كوسمو ديف جوردون
- روزاليند ابرس : السيدة ديف جوردون
- روشيل روز : نويل ليزلي
- سكوت اندرسون : فريدريك فليت
- بول برايتويل : روبرت هيكنز
- مارتين ايست : ريجينالد لي
- جريجوري كووك : جاك فيليبس
- كرايج كيلي : هارولد برايد
- ليام تيوهي : كارلس جوجين
- تيري فورستال : جوزيف جي بيل

## ما قبل الإنتاج

### دي كابريو كاد يفقد دور البطولة
كاد نجم الفلم ليوناردو دي كابريو أن يخسر دوره في الفلم، بعد مقابلة جمعته بمخرج العمل، جيمس كاميرون، حيث كشف الأخير في مقابلة صحافية مع «الإندبندنت» البريطانية، في 25 نوفمبر من عام 2022، أنه طلب من دي كابريو إجراء اختبار أداء له وللبطلة كيت وينسلت، للتأكد من وجود تناغم وانسجام بينهما، وقال كان «دي كابريو مرتبكا للغاية حين علم أنه سيخضع لاختبار الأداء، لذلك رفض»، فشكره المخرج لحضوره، وهمّ بتوديعه، بيد أن النجم أدرك أن رفضه لطلب المخرج سيعني ذهاب الدور عنه، ووافق.

### الكتابة والإلهام
لطالما كان جيمس كاميرون مفتونًا بحطام السفن، وبالنسبة له كانت باخرة آر إم إس تيتانيك هي «جبل إيفرست من حطام السفن». كان كاميرون قد تجاوز تلك النقطة تقريباً عندما شعر أنه يمكنه التفكير في بعثة تحت البحر، لكنه قال إنه لا يزال يعاني من «اضطراب عقلي» ليعيش الحياة التي ابتعد عنها عندما تحول من العلوم إلى الفنون في الكلية. لذلك عندما تم تصوير فلم بتقنية آيماكس من لقطات لحطام الطائرة نفسه، قرر أن يسعى للحصول على تمويل من هوليوود «لدفع ثمن رحلة استكشافية والقيام بنفس الشيء». قال كاميرون «لم يكن ذلك لأنني أردت بشكل خاص أن أصنع الفلم»، بل «أردت الغوص في حطام السفينة.»
كتب كاميرون نصًا لفلم تايتانيك، التقى مع المديرين التنفيذيين لشركة توينتيث سينشوري فوكس بما في ذلك بيتر تشرنين، ووصفه بأنه "روميو وجولييت على التيتانيك". صرح كاميرون، "كان رد فعلهم، "حسناً - ملحمة رومانسية لمدة ثلاث ساعات؟ بالتأكيد، هذا ما نريده بالضبط. هل هناك بعض من عناصر فلم ترمنايتور في النص؟ ألا يوجد طائرات هارير جامب جيت، أو إطلاق النار، أو مطاردات سيارات؟" قلت لهم:" لا، لا، لا. ليس كذلك الأمر." كان الاستوديو مشكوكًا بشأن التوقعات التجارية للفكرة، ولكن، على أمل علاقة طويلة الأمد مع كاميرون، أعطوه الضوء الأخضر.

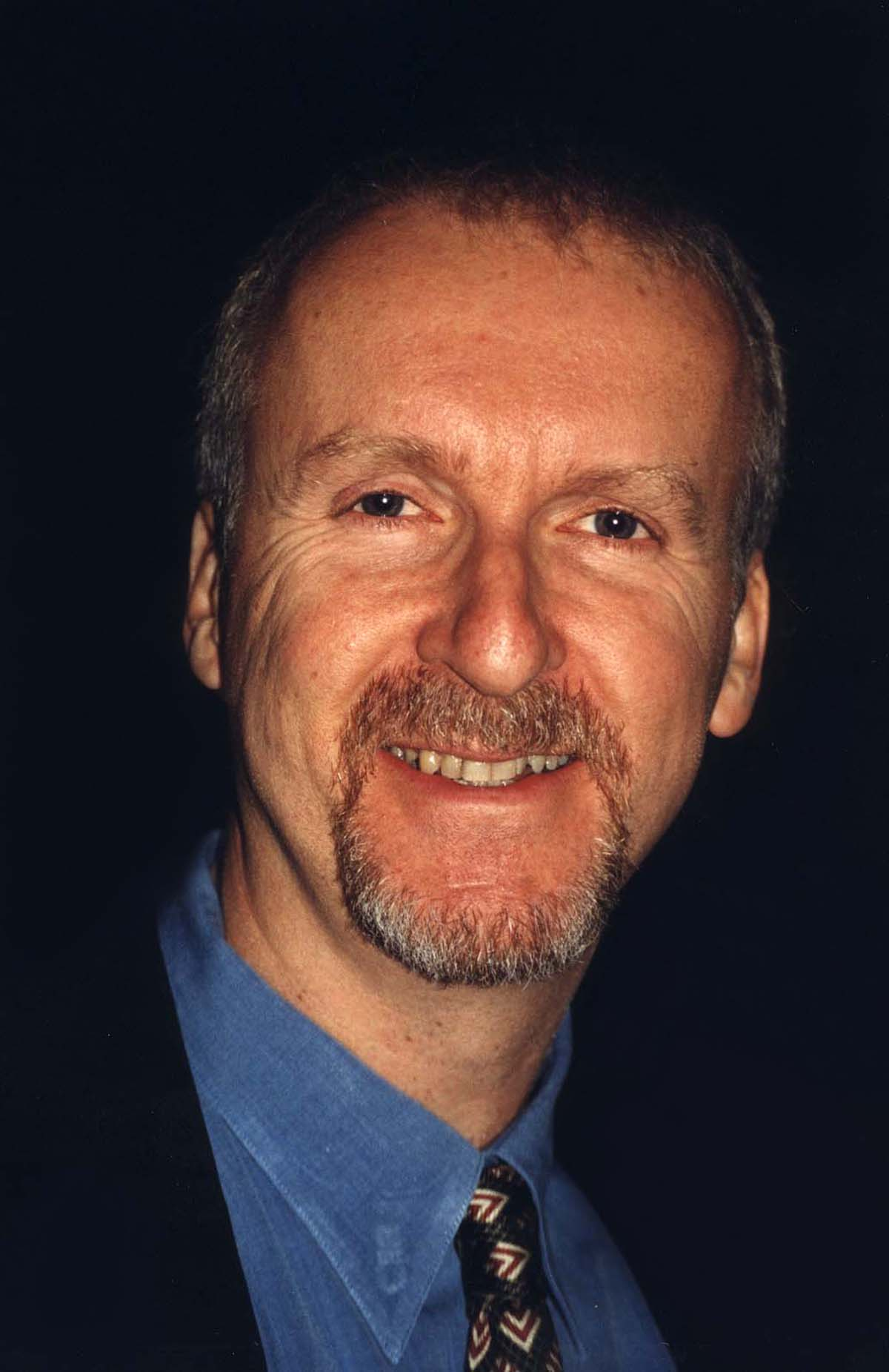
مخرج، وكاتب، ومنتج الفلم جيمس كاميرون،(صورة من عام 2000)

أقنع كاميرون شركة فوكس بالترويج للفلم بناءً على دعاية فلم التي وفرها التصوير على حطام التيتانيك نفسها، ونظم التصوير عدة غطسات في الموقع على مدار عامين. قال كاميرون: "يجب أن يكون العرض أكثر تفصيلاً"." لذلك قلت: "علينا القيام بهذا الافتتاح بالكامل حيث يستكشفون التيتانيك ويوجدون الالماس، لذا سنحصل على كل هذه اللقطات من السفينة." صرح كاميرون: "الآن، يمكننا إما القيام بها بنماذج متقنة ولقطات التحكم في الحركة واستخدام رسوميات حاسوبية وكل ذلك، والذي سيكلف مبلغًا معينًا من المال - أو يمكننا إنفاق المبلغ نفسه بالإضافة إلى 30 في المائة من ذلك المبلغ ونطلق التصوير على الحطام الحقيقي."
تم تصوير الحطام الحقيقي للسفينة في المحيط الأطلسي اثني عشر مرة في عام 1995، بعمق كبير، مع ضغط ماء بلغ 6000 رطل لكل بوصة مربعة، «عيب واحد صغير في البنية الفوقية للسفينة يؤدي إلى موت الجميع على متنها.» لم تكن الغطسات عالية الخطورة فحسب، بل حالت الظروف المعاكسة دون حصول كاميرون على اللقطات عالية الجودة التي يريدها. أثناء غطسة واحدة، اصطدمت إحدى الغواصات بجسم التيتانيك، مما أدى إلى إتلاف كل من الغواصة والسفينة، وترك شظايا من مروحة الغواصة منتشرة حول البنية الفوقية للتايتنك. انهار الحاجز الخارجي لمقر قيادة الكابتن سميث، وكشفت من الداخل. كما تضررت المنطقة المحيطة بالمدخل.
أدى النزول إلى الموقع الفعلي إلى رغبة كاميرون وطاقمه في «الارتقاء إلى هذا المستوى من الواقع.. ولكن كان هناك مستوى آخر من رد الفعل عن الحطام الحقيقي، وهو أنه لم تكن مجرد قصة، لم تكن مجرد دراما». «لقد كانت حادثة حدثت لأشخاص حقيقيين ماتوا حقًا. العمل حول الحطام لوقت طويل يسبب لديك شعور قوي بالحزن والظلم العميقين.» صرح كاميرون: «من المحتمل أنه لن يكون هناك الكثير من المخرجين الذين ذهبوا إلى تيتانيك.. وقد لا يكون هناك أحدًا آخر غيري، ربما مخرجو الأفلام الوثائقية.» ونتيجةً لذلك، شعرت بـ«عبء كبير من مسؤولية عظيمة تتمثل في نقل الرسالة العاطفية - والقيام بذلك الجزء من المسؤولية على نحو صحيح أيضًا».
بعد تصوير اللقطات تحت الماء، بدأ كاميرون في كتابة السيناريو. أراد تكريم الأشخاص الذين لقوا حتفهم أثناء الغرق، لذلك أمضى ستة أشهر في البحث عن جميع أفراد طاقم تيتانيك وركابها، قال كاميرون: «قرأت كل ما أستطيع، وأنشأت جدولاً زمنياً مفصلاً للغاية للأيام القليلة للسفينة وجدولاً زمنياً مفصلاً للغاية لآخر ليلة من حياتها». «وعملت في ذلك لكتابة النص، واستعنت ببعض الخبراء التاريخيين لتحليل ما كتبته والتعليق عليه، وقمت بتعديله.» لقد أولى كاميرون اهتمامًا دقيقًا بالتفاصيل، حتى بما في ذلك مشهد يصور سفينة إس إس كاليفورنيا في مشهد غرق التيتانيك، على الرغم من قص المشهد لاحقًا. منذ بداية التصوير، كانت لديهم «صورة واضحة جدًا» لما حدث على متن السفينة في تلك الليلة. قال: «كان لدي مكتبة ملأت جدارًا كاملاً من مكتبتي الخاصة، لأنني أردت أن أكون صحيحاً، خاصة إذا كنا سنذهب للغوص إلى السفينة». «لقد رفعت هذه الدقة من مستوى الفلم إلى حد ما. أردنا أن يكون هذا تصورًا نهائيًا لهذه اللحظة في التاريخ كما لو كنا رجعنا في آلة الزمن وقمنا بتصويرها.»
تأثر كاميرون في صياغته للفلم بالإنتاج البريطاني عام 1958 «ليلة لا تنسى»، والذي كان قد رآه وهو شاب. قام بنسخ بعض الحوارات والمشاهد من هذا الفلم، بما في ذلك حفلة الركاب في عربة القيادة، والموسيقيين الذين كانوا على سطح السفينة أثناء مشهد غرق السفينة.
شعر كاميرون أن غرق تيتانيك كان «مثل رواية عظيمة حدثت بالفعل»، لكن الحدث أصبح مجرد قصة أخلاقية؛ يعطي الجمهور تجربة عيش التاريخ. كان الباحث عن الكنوز بروك لوفيت يمثل أولئك الذين لم يربطوا العنصر البشري بالمأساة، في حين أن الرومانسية المزدهرة لجاك وروز، كما يعتقد كاميرون، ستكون الجزء الأكثر جاذبية في القصة: عندما يُدمّر حبهم في النهاية، سيحزن الجمهور. قال: «كل أفلامي هي قصص حب، لكن في التايتانيك حصلت أخيرًا على التوازن الصحيح. إنه ليس فلم كارثي. إنها قصة حب مع تراكب دقيق من التاريخ الحقيقي.»
وقد وضع كاميرون إطار هذه الرومانسية مع روز المسنة لجعل السنوات الفاصلة واضحة ومؤثرة. بينما ذكرت وينسليت وستيوارت اعتقادهما بأنه بدلاً من النوم في سريرها، تموت الشخصية في نهاية الفلم، قال كاميرون إنه يفضل عدم الكشف عما كان ينوي في نهاية الفلم لأنه «يجب أن تكون النهاية شيئاً تستنتجه شخصياً؛ بشكل فردي».<

### نموذج الباخرة
قام وولف وهارلاند، بناة آر إم إس تيتانيك، بفتح أرشيفاتهم الخاصة لطاقم الفلم، وتبادلوا المخططات التي اعتقدوا أنها فُقِدَت. بالنسبة للديكورات الداخلية للسفينة، بحث مدير الإنتاج بيتر لامونت عن القطع الأثرية في ذلك العصر. حداثة السفينة تعني أن كل دعامة يجب أن تُصنع من الصفر. استحوذت شركة فوكس على 40 فدانًا من الواجهة البحرية جنوب شاطى روساريتو في المكسيك، وبدأت الشركة في بناء استوديو جديد في 31 مايو 1996. تم بناء خزان أفقي مكون من 17 مليون جالون للجزء الخارجي من السفينة التي أعيد بناؤها، مما وفّر 270 درجة من عرض المحيط. تم بناء السفينة على نطاق واسع، لكن أزال لامونت الأقسام الزائدة عن الحاجة في البنية الفوقية وسطح البئر الأمامي للسفينة ليلائم الخزان مع ملء الأقسام المتبقية بالنماذج الرقمية. تم تقليص قوارب النجاة والممرات بنسبة عشرة بالمائة. كان سطح القارب وA-deck يعملان، لكن بقية السفينة كانت مجرد طلاء فولاذي. كان بداخلها منصة رفع بطول خمسين قدمًا للسفينة لإمالة انحناء تسلسل الغرق. كان البرج الأعلى يبلغ ارتفاعه 162 قدمًا (49 مترًا) على ارتفاع 600 قدم (180 مترًا) من مسار السكك الحديدية، والتي عملت كمنصة مشتركة للبناء والإضاءة والكاميرا.
تم إعادة إنتاج المجموعات التي تمثل الغرف الداخلية للسفينة تمامًا كما تم بناؤها في الأصل، باستخدام صور وخطط من بناة التايتانيك. تم إعادة إنشاء Grand Staircase، الذي يظهر بشكل بارز في الفلم، على مستوى عالٍ من الأصالة، على الرغم من أنه تم توسيعه بنسبة 30% مقارنةً بالأصل وتم تعزيزه بعوارض فولاذية. نحت حرفيون من المكسيك وبريطانيا الألواح المزخرفة وأعمال الجبس بناءً على تصميمات تيتانيك الأصلية. السجاد، والمفروشات، وقطع الأثاث الفردية، رتركيبات الإضاءة، والكراسي، وأدوات المائدة والأواني الفخارية مع شعار وايت ستار لاين على كل قطعة كانت من بين الأشياء التي أُعيد تصميمها وفقًا للتصاميم الأصلية. استعان كاميرون أيضًا بمؤرخين كانوا على التيتانيك؛ إذ قام دون لينش وكين مارشال بالتحقق من التفاصيل التاريخية في الفلم.

## الإنتاج

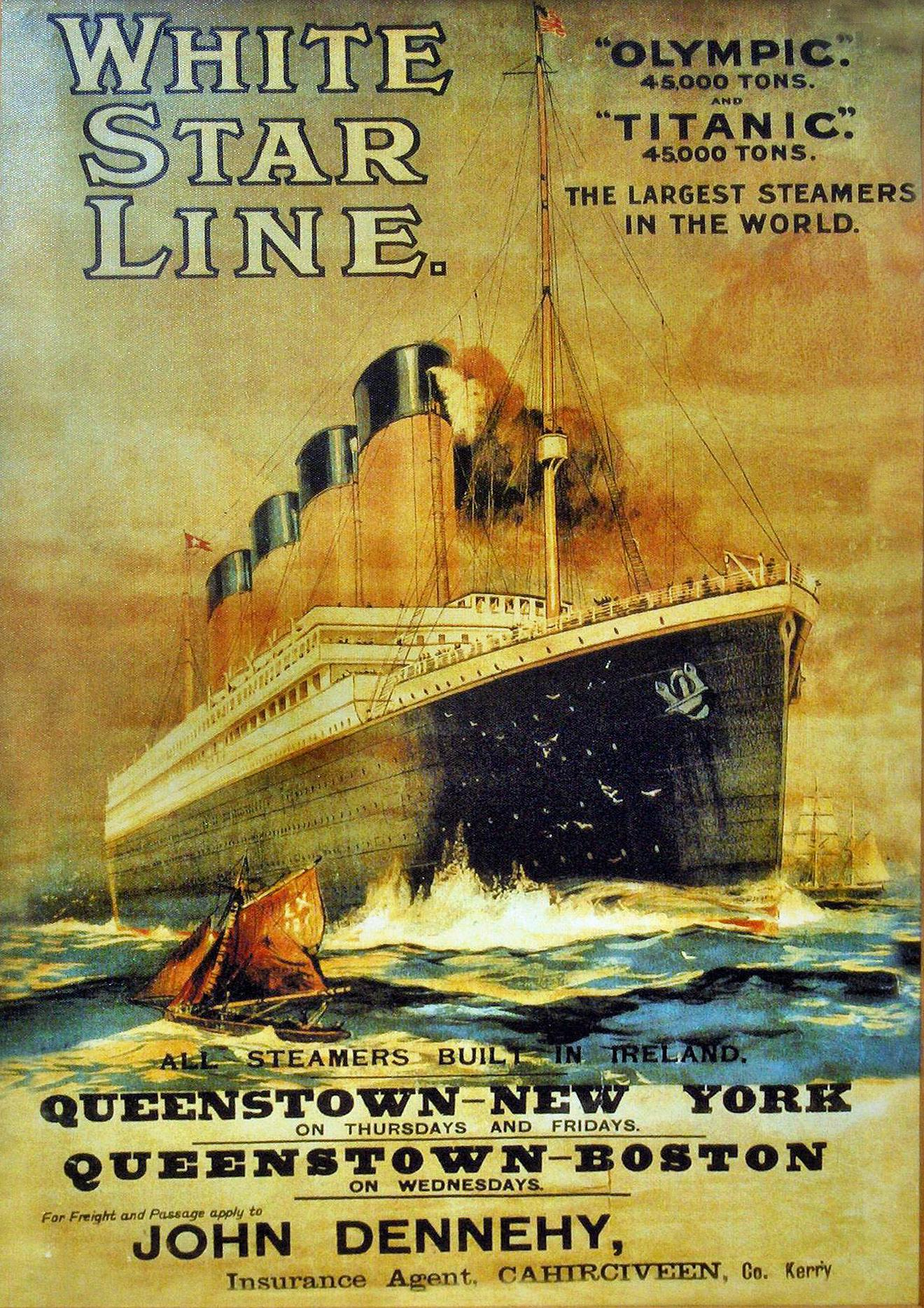
ملصق لخط النجم الأبيض يُظهر آر إم إس تيتانيك

بدأ التصوير الرئيسي لتيتانيك في يوليو 1996 في دارتموث، نوفا سكوشا، بتصوير مشاهد الرحلات الاستكشافية الحديثة على متن أكاديمك مستيسلاف كلديش. في سبتمبر 1996، انتقل الإنتاج إلى استوديوهات Fox Baja المبنية حديثًا في روساريتو بالمكسيك، حيث تم بناء باخرة ار إم اس تايتانيك على مساحة واسعة. تم بناء سطح السفينة على مفصل يمكنه أن ينحني من صفر إلى 90 درجة في بضع ثوانٍ، تمامًا كما ارتفعت مؤخرة السفينة أثناء الغرق. من أجل سلامة الرجال البهلوانيين، تم صنع العديد من الدعائم من المطاط. بحلول 15 نوفمبر، تم بدء تصوير مشاهد الصعود على متن السفينة. اختار كاميرون بناء ار إم إس تايتانيك على الجانب الأيمن حيث كشفت دراسة لبيانات الطقس أن رياحًا سائدة من الشمال إلى الجنوب هي التي فجرت دخان القمع في خلف السفينة، شكلت هذه مشكلة أثناء بدء التصوير، فكان يجب على السفينة المغادرة من ساوثهامبتون، حيث كانت ترسو السفينة على جانب الميناء. كان لا بد من عكس تنفيذ التوجيهات المكتوبة، وكذلك الدعائم والأزياء؛ على سبيل المثال، إذا سار شخص ما إلى يمينه في النص، فعليه أن يتجه يسارًا أثناء التصوير. في مرحلة ما بعد الإنتاج، انقلب الفلم إلى الاتجاه الصحيح.
تم التعاقد مع مدرب بدوام كامل لإرشاد الممثلين بآداب وتعامل الطبقة العليا في عام 1912. على الرغم من ذلك، فقد لاحط العديد من النقاد عدة مفارقات تاريخية في الفلم، وخاصة تلك التي اشتملت على النجمين الرئيسيين.
لم تكن الأوقات الأخرى على المجموعة سلسة. كانت جلسة التصوير تجربة شاقة "عززت سمعة كاميرون الهائلة باعتباره الرجل الأكثر رعبًا في هوليوود". بات معروفًا بأنه مثالي ومشحون بلا هوادة" وأصبح "الكابتن ويليام بلاي للعصر الحديث مع وجود مكبر صوت وجهاز اتصال لاسلكي ينقضيان على وجوه الناس على رافعة طولها 162 قدمًا". كُسِرَت عظمة كيت وينسلت في كوعها أثناء التصوير وكانت قلقة من أن تغرق في خزان المياه الذي بلغت سعته 17 مترًا غالونًا الذي كان من المقرر أن تغرق فيه السفينة. "كنت خائفًا منه حقًا في بعض الأوقات."، كما قالت أيضًا عن المخرج جيم "كان جيم عصبيًا، كان يصرخ في وجه بعض أفراد الطاقم، هذا بالضبط ما لم أرغب فيه!" كان شريكها في التمثيل، بيل باكستون، على دراية بأخلاقيات عمل كاميرون من تجربته السابقة معه، قال: "كان هناك الكثير من الناس في المجموعة، ولكن جيم ليس من هؤلاء الرجال الذين لديهم الوقت لكسب القلوب والعقول". شعر الطاقم بأن كاميرون لديه غرور شرير وأُطلق عليه لقب "ميج" (تهجئة جيم بالعكس). رداً على الانتقادات، قال كاميرون: "صناعة الأفلام هي حرب، معركة كبيرة بين الأعمال والجماليات."
في إحدى الليالي أثناء تصوير سفينة Akademik Mstislav Keldysh في كندا، وضع شخص غاضب من أفراد الطاقم عقار فينسيكليدين الانفصالي في الحساء الذي تناوله كاميرون وآخرون من الطاقم، ومنه أُرسل أكثر من 50 شخصًا إلى المستشفى، بما في ذلك بيل باكستون. قال الممثل لويس أبرناثي: «كان هناك أشخاص يتدحرجون، ولم يعرفوا ماذا يفعلون، وقال بعضهم إنهم كانوا مهلوسين ورأوا خطوطًا». تمكن كاميرون من التقيؤ قبل أن يأخذ الدواء بالكامل. صُدم أبرناثي بالطريقة التي نظر بها. «كانت إحدى عينيه حمراء تمامًا، مثل عين ترمنايتور، بلا قزحية وخطوط حمراء. بدت العين الأخرى وكأنه يشم الصمغ منذ أن كان في الرابعة من عمره.» لم يقبض على الشخص الذي تسبب بتسمم الطاقم.
كان من المقرر أن يستمر جدول التصوير لمدة 138 يومًا ولكنه زاد إلى 160 يومًا. أصيب العديد من أعضاء فريق التمثيل بنزلات البرد والأنفلونزا والتهابات الكلى، وذلك بعد قضاء ساعات في الماء البارد، ومنهم كيت وينسلت، في النهاية، قررت َوينسليت أنها لن تعمل مع كاميرون مرة أخرى ما لم تكسب «الكثير من المال». غادر العديد من الإنتاج، وكسر ثلاثة من رجال الأعمال البهلوانيين عظامهم، لكن نقابة ممثلي الشاشة قررت، بعد تحقيق، أنه لا يوجد شيء غير آمن بطبيعته بشأن التصوير، بالإضافة إلى ذلك، قال دي كابريو إنه لم يكن هناك جدوى عندما شعر أنه في خطر أثناء التصوير. آمن كاميرون بأخلاقيات العمل الشغوفة ولم يعتذر أبدًا عن الطريقة التي أدار بها طاقمه، على الرغم من اعترافه:

أنا أطالب، وأطالب طاقمي، من حيث كوني عسكرية نوعًا ما، أعتقد أنه يجب تواجد هذا العنصر في التعامل مع آلاف الإضافات واللوجستيات الكبيرة والحفاظ على سلامة الناس، أعتقد أنه يجب أن يكون لديك منهجية صارمة إلى حد ما في التعامل مع عدد كبير من الناس.

بدأت تكاليف تصوير فلم تايتانك في الارتفاع ووصلت في النهاية إلى 200 مليون دولار، ما يزيد قليلاً عن مليون دولار لكل دقيقة من وقت الشاشة. أصيب مديرو فوكس بالذعر واقترحوا ساعة من التخفيضات المحددة من الفلم الذي استغرق ثلاث ساعات. وجادلوا بأن طول المدة يعني عددًا أقل من العروض، وبالتالي إيرادات أقل، على الرغم من أن الملاحم الطويلة في الفلم تساعد المخرجين في الفوز بجوائز الأوسكار، رفض كاميرون ذلك، وقال لفوكس: «هل تريد قص الفلم الخاص بي؟ عليك أن تطردني! تريد أن تطردني؟ عليك أن تقتلني!» لم يرغب التنفيذيون في بدء التصوير من جديد، لأن ذلك سيعني خسارة استثماراتهم بالكامل، وأيضًا رفضوا في عرض كاميرون بالتنازل عن نصيبه من الأرباح لهم، حيث توقعوا أن الأرباح لن يستطيع أحد ترجيحها.
أوضح كاميرون أن التنازل عن نصيبه؛ حيث قال: «... الإصدار القصير للفلم يتمثل بتكلفة أكثر من ترمنايتور 2: جادجمنت داي وترو لايز. ارتفعت تلك الأفلام بنسبة سبعة أو ثمانية بالمائة عن الميزانية الأولية. كان لدى تيتانيك أيضًا ميزانية كبيرة للبدء بها، لكنها ارتفعت أكثر بكثير، أكثر منهم». «بصفتي المنتج والمخرج، أتحمل مسؤولية الاستوديو الذي يكتب الشيكات، لذلك جعلت الأمر أقل إيلامًا بالنسبة لهم. لقد فعلت ذلك في مناسبتين مختلفتين. لم يجبروني على القيام بذلك؛ كانوا سعداء لأنني فعلتها.»

## ما بعد الإنتاج

### المؤثرات
أراد كاميرون زيادة حدود المؤثرات الخاصة بفلمه، واستعان بالمجال الرقمي وصور بيانات المحيط الهادئ لمواصلة التطورات في التكنولوجيا الرقمية التي كان المخرج رائدًا بها أثناء العمل في ترمنايتور 2: جادجمنت داي. العديد من الأفلام السابقة عن آر إم إس تايتنك صورت الماء بحركة بطيئة، والتي لم تكن مقنعة تمامًا. شجع كاميرون طاقمه على تصوير نموذج مصغر للسفينة؛ بلغ طول النموذج 45 قدمًا (14 مترًا). كما لو أننا «نصنع إعلانًا تجاريًا لخط النجم الأبيض». بعد ذلك، تمت إضافة الماء والدخان بشكل رقمي، وكذلك الإضافات التي تم التقاطها في مرحلة لاقط الحركة. قام مشرف التأثيرات المرئية Rob Legato بمسح وجوه العديد من الممثلين، بما في ذلك هو وأطفاله، بحثًا عن الإضافات الرقمية والعمال. كان هناك أيضًا نموذج يبلغ طوله 65 قدمًا (20 مترًا) لمؤخرة السفينة التي يمكن أن تنكسر إلى قسمين بشكل متكرر، وهي المنمنمات الوحيدة التي تم استخدامها في الماء. بالنسبة للمشاهد التي تم ضبطها في محركات السفينة، تم تصوير لقطات لمحركات سفينة SS Jeremiah O'Brien بإطارات دعم مصغرة، وتم تصوير الممثلين على شاشة خضراء، ومن أجل توفير المال، كانت صالة الدرجة الأولى عبارة عن مجموعة مصغرة مدمجة في خلفية خضراء خلف الممثلين. تم سحق المنمنمة في الردهة لاحقًا لمحاكاة تدمير الغرفة وتم سحق نموذج لممر من الدرجة الأولى غمرته نفاثات من الماء أثناء خروج الكاميرا.

على عكس أفلام "تيتانيك" السابقة، أظهرت فلم كاميرون الكارثة على أن السفينة تنقسم إلى قطعتين قبل أن تغرق بالكامل. كانت المشاهد بمثابة سرد للنتيجة المحتملة للحظة الغرق.

تم استخدام خزان مغلق سعة 5,000,000 جالون (19,000,000 لتر) من أجل غرق الأجزاء الداخلية، حيث يمكن إمالة المجموعة بأكملها في الماء. من أجل غرق الدرج الكبير، تم إلقاء 90,000 جالون (340,000 لتر) من المياه حيث تم إنزالها في الخزان. وبشكل غير متوقع، مزّق الشلال الدرج من أساساته الفولاذية، على الرغم من عدم إصابة أحد. تم إنزال النصف الأول من الجزء الخارجي من السفينة آر إم إس تيتانيك والذي بلغ طوله 744 قدمًا (227 مترًا) في الخزان، ولكن بصفته الجزء الأثقل من السفينة، فقد عمل كممتص للصدمات ضد الماء؛ ولتصوير المشهد في الماء، قام كاميرون بإفراغ الكثير من وحتى حطم بعض النوافذ بنفسه. بعد غمر الصالون بالماء، قضيت ثلاثة أيام في تصوير على مركبة ROV. تم تصوير مشاهد ما بعد الغرق في المحيط الأطلسي المتجمد بخزان سعة 350,000 جالون أمريكي (1,300,000 لتر)، حيث تم تأدية الجثث المتجمدة عن طريق وضع مسحوق على الممثلين يتبلور عند تعريضه للمياه، وتم وضع طبقة من الشمع على الشعر والملابس.
مشهد الذروة في الفلم، والذي يتميز بتفكك السفينة مباشرة قبل غرقها بالإضافة إلى غطسها الأخير في قاع المحيط الأطلسي، تضمن إمالة مجموعة كاملة من جلسة التصوير، و150 قطعة إضافية، و100 ممثل. انتقد كاميرون أفلام تيتانيك السابقة لتصويرها الهبوط النهائي لبطانة الباخرة على أنه انزلاق رشيق تحت الماء. لقد «أراد تصويره على أنه حدث فوضوي مرعب كما كان بالفعل». عند تنفيذ تسلسل الانحناء، كان على الناس بحاجة السقوط من على السطح المائل بشكل متزايد، والغرق بمئات الأقدام إلى الأسفل والارتداد عن السور والمراوح في طريقهم إلى الأسفل. أسفرت محاولات قليلة لتصوير هذا التسلسل من قبل أشخاص محترفين عن بعض الإصابات الطفيفة، وأوقف كاميرون الأعمال المثيرة الأكثر خطورة. تم تقليل المخاطر في النهاية إلى الحد الأدنى «باستخدام الأشخاص الذين تم إنشاؤهم بواسطة الكمبيوتر للسقوط الخطير».

### التعديل
كانت هناك «حقيقة تاريخية حاسمة» إلا أنه قام كاميرون بحذفها من الفلم - كانت سفينة إس إس كاليفورنيان قريبة من تيتانيك في الليلة التي غرقت فيها لكنها أوقفت الراديو طوال الليل، ولم تسمع مكالمات طاقمها، ولم تستجب إلى مشاعل إس أو إس. قال كاميرون «نعم، SS California، لكن، لم يكن ذلك تنازلًا عن المشهد، ولا يوجد حل وسط لصناعة الفلم. كان المشهد في الحقيقة سيخلق حقيقة عاطفية للفلم ويشتت التركيز». قال إن هناك جوانب لإعادة سرد الغرق تبدو مهمة في ما قبل الإنتاج وبعده، ولكن تبين أنها أقل أهمية مع تطور أحداث الفلم. قال كاميرون «قصة كاليفورنيا كانت موجودة هناك؛ حتى أننا صورنا مشهدًا لهم وهم يغلقون جهاز الراديو الخاص بهم». «لكنني قصصته. لقد كان قصًا نظيفًا، لأنه يعيدك إلى ذلك العالم، إذا كان تيتانيك قويًا باعتباره استعارة، من عالم مصغر، لنهاية العالم بمعنى ما، فيجب أن يكون هذا العالم ذاتيًا».
أثناء القطع الأول، غيّر كاميرون النهاية المخطط لها، والتي أعطت قرارًا لقصة بروك لوفيت. في النسخة الأصلية للنهاية، يرى بروك وليزي روز المسنة في مؤخرة القارب ويخشى أنها ستنتحر. كشفت روز بعد ذلك أنها امتلكت ألماسة «قلب المحيط» طوال الوقت ولكنها لم تبيعها أبدًا، لتعيش بمفردها بدون أموال كال. أخبرت بروك أن الحياة لا تقدر بثمن وترمي الماس في المحيط، بعد السماح له بحملها. بعد قبول هذا الكنز لا قيمة له، يضحك بروك على غبائه. ثم تعود روز إلى مقصورتها لتنام، وعندها ينتهي الفلم بنفس طريقة النسخة النهائية. في غرفة التحرير، قرر كاميرون أنه بحلول هذه المرحلة، لن يكون الجمهور مهتمًا ببروك لوفيت والألماس في قصته، بحيث تكون روز وحدها عندما تتخلى عن الماس. كما أنه لم يرغب كاميرون في تعطيل حزن الجمهور بعد غرق التايتانيك. وافق باكستون على أن مشهده معها وضحكه لم يكن ضروريًا، قائلاً: «كنت سأطلق النار على البطلة لجعل المشهد واقعي... لم تكن بحاجة حقًا إلى أي شيء منا. كانت مهمتنا قد انتهت بحلول ذلك الوقت... أنت ذكي، ستستمع إلى الفلم، وسيخبرك الفلم بما يحتاجه وما لا يحتاجه».

### الموسيقى التصويرية
كتب كاميرون نص تايتانيك أثناء الاستماع إلى أعمال الأيرلندية إنيا، عرض على إنيا فرصة تأليف الموسيقى التصويرية للفلم إلا أنها رفضت، اختار كاميرون بدلاً من ذلك جيمس هورنر ليؤلف موسيقى الفلم. افترق الاثنان بعد تجربة عمل مضطربة في فضائيون،' ولكن تيتانيك عزز تعاونًا ناجحًا استمر حتى وفاة هورنر. بالنسبة للغناء الذي تم سماعه خلال الفلم، اختار هورنر المغنية النرويجية سيسيل كايركيبو، المعروفة باسم «سيسيل»، وصف إيرل هيتشنر من صحيفة وول ستريت جورنال الغناء في الفلم بأنه «مثير للذكريات». عرف هورنر سيسيل من ألبومها Innerst i sjelen، وكان كاميرون يحب بشكل خاص كيف غنت "Eg veit i himmerik ei borg" («أعلم أن في الجنة هناك قلعة»). كان كاميرون قد جرب خمسة وعشرين أو ثلاثين مطربًا قبل أن يختار سيسيل أخيراً، اختارها لخلق حالة مزاجية معينة داخل الفلم.
كتب هورنر أيضًا أغنية قلبي سيستمر ("My Heart Will Go On") سرًا مع ويل جينينغز لأن كاميرون لم يكن يريد أي أغانٍ مع أغاني الفلم. وافقت سيلين ديون على تسجيل عرض توضيحي لإقناع زوجها رينيه أنجليل. انتظر هورنر حتى أصبح كاميرون في مزاج مناسب وقدم له الأغنية. بعد تشغيلها عدة مرات، أعلن كاميرون عن موافقته، على الرغم من قلقه من تعرضه لانتقادات بسبب «دخوله الإعلان التجاري في نهاية الفلم». أراد كاميرون أيضًا استرضاء المديرين التنفيذيين القلقين في الاستوديو و«رأى أن أغنية ناجحة في الفلم ستكون عاملاً إيجابياً في ضمان اكتمال الفلم».

## الإصدار

### العرض الأولي
شاركت توينتيث سينشوري فوكس وباراماونت بيكتشرز في تمويل الفلم، حيث قامت إدارة شركة باراماونت بتوزيع الفلم في أمريكا الشمالية وتولت شركة فوكس الإصدار الدولي. كانوا يتوقعون أن يكمل كاميرون إخراج الفلم مبكرًا وقرروا إصداره في 2 يوليو 1997، كان من المقرر إصدار الفلم في هذا التاريخ «من أجل استغلال مبيعات تذاكر موسم الصيف المربحة». في أبريل، قال كاميرون أن المؤثرات الخاصة بالفلم كانت معقدة للغاية وأن عرض الفلم في فصل الصيف أمرًا مستحيلًا، وبالتالي، أجلت شركة باراماونت تاريخ الإصدار إلى 19 ديسمبر 1997، أثار هذا الأمر عدة تكهنات بأن الفلم نفسه كان كارثة. عرض الفلم في منيابولس في 14 يوليو «ولّد مراجعات إيجابية» و«كانت الأحاديث عبر الإنترنت تحتوي على المزيد من الكلام الشفهي حول الفلم». أدى هذا في النهاية إلى تغطية إعلامية إيجابية.
تم عرض الفلم لأول مرة في 1 نوفمبر 1997، في مهرجان طوكيو السينمائي الدولي، وصفت صحيفة نيويورك تايمز رد الفعل بأنه «فاتر». بينما أبلى بلاء حسناً في عطلة نهاية أسبوعه الأول، لم تصل مبيعات تذاكر الفلم ذروتها حتى العام الجديد. بدأت المراجعات الإيجابية تظهر في الولايات المتحدة؛ إذ أُقيم العرض الرسمي الأول لهوليوود في 14 ديسمبر 1997، حيث «كان نجوم الفلم الكبار الذين حضروا الافتتاح يتدفقون بحماس حول الفلم في وسائل الإعلام العالمية».

### شباك التذاكر
بما في ذلك عائدات إعادة الإصدار لعامي 2012 و2017، حقق تيتانيك 659.4 مليون دولار في أمريكا الشمالية و1.812 مليار دولار في البلدان الأخرى، بإجمالي 2.195 مليار دولار في جميع أنحاء العالم. أصبح الفلم الأعلى ربحًا على الإطلاق في جميع أنحاء العالم في عام 1998، وظل كذلك لمدة اثني عشر عامًا، حتى تجاوزه فلم أفاتار (2009)، والذي كتبه وأخرجه كاميرون. في 1 مارس 1998، أصبح الفلم أول فلم يربح أكثر من 1 مليار دولار في جميع أنحاء العالم وفي عطلة نهاية الأسبوع من 13 إلى 15 أبريل 2012 - بعد قرن من غرق السفينة الأصلية، أصبح فلم تيتانيك ثاني فلم يعبر عتبة 2 مليار دولار أثناء إعادة الإصدار ثلاثي الأبعاد. قدّرت بوكس أوفيس موجو أن الفلم هو خامس أعلى فلم يحقق أرباحًا على الإطلاق في أمريكا الشمالية عند تعديل تضخم أسعار التذاكر. يقدر الموقع أيضًا أن الفلم باع أكثر من 128 مليون تذكرة في الولايات المتحدة في أول عرض مسرحي له.
كان فلم التيتانيك هو أول فلم بلغة أجنبية ينجح في الهند، والتي لديها أكبر جمهور في العالم. يعزو تقرير هندوستان تايمز لعام 2017 إلى أوجه التشابه في الفلم والمواضيع المشتركة في معظم أفلام بوليوود.

#### العرض المسرحي الأولي
تلقى الفلم حضورًا ثابتًا بعد افتتاحه في أمريكا الشمالية يوم الجمعة، 19 ديسمبر 1997. بحلول نهاية نفس الأسبوع، بدأت دور العرض في البيع. حصل الفلم على 8,658,814 دولارًا في يوم الافتتاح و28,638,131 دولارًا خلال عطلة نهاية الأسبوع الافتتاحية من 2,674 مسرح، بمتوسط حوالي 10,710 دولارات لكل مكان، واحتلال المرتبة الأولى في شباك التذاكر، قبل فلم جيمس بوند الثامن عشر، الغد لا يموت. بحلول يوم رأس السنة الجديدة، حقق الفلم أكثر من 120 مليون دولار، وزادت شعبيته واستمرت المسارح في البيع. كان يوم السبت 14 فبراير 1998 أعلى ربح للفلم، حيث ربح 13,048,711 دولارًا، بعد أكثر من ثمانية أسابيع من ظهوره في أمريكا الشمالية. بقي في المركز الأول لمدة 15 أسبوعًا متتاليًا في أمريكا الشمالية، وهو رقم قياسي لأي فلم. بقي الفلم في دور العرض بأمريكا الشمالية لما يقرب من 10 أشهر قبل أن يغلق أخيرًا يوم الخميس 1 أكتوبر 1998 بإجمالي إيرادات محلية نهائية قدرها 600,788,188 دولارًا. (ما يعادل 956.9 مليون دولار في عام 2019) خارج أمريكا الشمالية، حقق الفلم ضعف إجمالي إنتاجه في أمريكا الشمالية، حيث حقق 1,242,413,080 دولارًا أمريكيًا ويكون هكذا إجماليًا إجماليًا قدره 1,843,201,268 دولارًا أمريكيًا في جميع أنحاء العالم من عرضه المسرحي الأولي.

#### التحليل التجاري
قبل إطلاق فلم التيتانيك، توقع العديد من نقاد الفلم أن الفلم سيكون خيبة أمل كبيرة في شباك التذاكر، خاصة أنه كان أغلى فلم تم إنتاجه في ذلك الوقت. عندما عُرض على الصحافة في خريف عام 1997 «كان ذلك مع عمليات تمهيد ضخمة». كما ظن كاميرون أنه «متجه نحو الكارثة» في مرحلة ما أثناء التصوير، قال كاميرون: «عملنا في الأشهر الستة الماضية على تيتانيك في معرفة مطلقة أن الاستوديو سيخسر 100 مليون دولار، كنت متيقناً من ذلك». مع اقتراب موعد عرض الفلم، «كانت هناك خلافات مع كاميرون حول ما كان يُنظر إلى فلمه على أنه غطرسة وإسراف هائل». كتب ناقد سينمائي لصحيفة لوس أنجلوس تايمز أن «وقد اقترب غرور كاميرون المفرط من تدمير هذا المشروع.» وأن الفلم كان «نسخة مبتذلة ومشتقة تمامًا من روايات هوليوود الرومانسية القديمة».
عندما حقق الفلم نجاحًا غير مسبوق في شباك التذاكر، كان نجاحه لأنه قصة حب استحوذت على مشاعر مشاهديه. تم عرض الفلم على 3200 شاشة بعد عشرة أسابيع من افتتاحه، ومن أصل خمسة عشر أسبوعًا متتاليًا على رأس الرسوم البيانية، قفز إجمالي المبيعات بنسبة 43% في الأسبوع التاسع من إطلاقه. لمدة عشرة أسابيع، كان يكسب أكثر من 20 مليون دولار في الأسبوع، وبعد 14 أسبوعًا كان لا يزال يجني أكثر من مليون دولار في الأسبوع. قدّرت شركة توينتيث سينشوري فوكس أن سبعة بالمائة من الفتيات المراهقات الأمريكيات قد شاهدن تيتانيك مرتين بحلول أسبوعه الخامس. على الرغم من أن الشابات اللاتي شاهدن الفلم عدة مرات، واللاتي شاهدن في ظاهرة هوس-ليو، كثيرا ما يُنسب الفضل في دفعهن للفلم في المركز الأول في سجل شباك التذاكر طوال الوقت، وعزت تقارير أخرى نجاح الفلم إلى الكلمات الإيجابية وتكرار المشاهدين بسبب قصة الحب المقترنة بالمؤثرات الخاصة. قدرت هوليوود ريبورتر أنه بعد أن بلغت تكلفة الإنتاج والترويج مجتمعة 487 مليون دولار، حقق الفلم أرباحًا صافية قدرها 1.4 مليار دولار، مع أرباح حديثة تصل إلى 4 مليارات دولار بعد المصادر الإضافية.
كما كان تأثير التيتانيك على الرجال كبيرًا أيضًا. يعتبر التيتانيك أحد الأفلام التي جعلت الرجال يبكون، حيث صرح إيان هودر من إم إس إن بي سي بأن الرجال معجبون بإحساس جاك بالمغامرة وسلوكه الطموح للفوز بـ روز، مما يساهم في ارتباطهم العاطفي بجاك. كانت قدرة الفلم على جعل الرجال يبكون محل سخرية في مشهد في فلم زومبي لاند عام 2009، حيث تقول شخصية تالاهاسي (وودي هارلسون) عند تذكر وفاة ابنه الصغير: «لم أبكي هكذا منذ تيتانيك».
في عام 2010، قامت بي بي سي بتحليل وصمة العار على الرجال الذين يبكون أثناء التيتانيك والأفلام الأخرى بشكل عام. صرّح فينلو روهرر قائلاً: "ليس من المفترض أن يبكي الرجال في منتصف العمر أثناء مشاهدة الأفلام." مشيرًا إلى أن نهاية الفلم ولدت مثل هذه الدموع، مضيفًا أن "إذا شعر الرجال بالبكاء أثناء [هذا الفلم]، فإنهم غالباً ما حاولوا إخفاء ذلك". صرحت الأستاذة الجامعية ماري بيث أوليفر من جامعة ولاية بنسلفانيا: "بالنسبة لكثير من الرجال، هناك قدر كبير من الضغط لتجنب التعبير عن المشاعر "الأنثوية" مثل الحزن والخوف، منذ صغرهم، يتم تعليم الذكور أن البكاء غير مناسب، وغالبًا ما تكون هذه التعليمات مصحوبة بقدر كبير من السخرية عند عدم اتباعها". قال روهرر "في الواقع، بعض الرجال الذين قد يسخرون من فكرة البكاء أثناء تيتانيك سوف يعترفون بالاختناق أثناء فلم إنقاذ الجندي رايان أو الفصيلة. "بالنسبة للرجال بشكل عام، فإن فكرة "التضحية من أجل الأخ" هي فكرة عاطفية أكثر ملاءمة".
صرّح سكوت ميسلو من ذا أتلانتيك أنه بينما يبدو أن تيتانيك لا يحتاج إلى الدفاع عنه بسبب نجاحه، فإنه يعتبر من قبل منتقديه الرئيسيين فلمًا «للفتيات بعمر 15 عامًا». لقد جادل ميسلو بأنه في النظر إلى إنجاز الفلم فإنه يفشل باعتباره فلم للفتيات المراهقات: «أن [هذه] الدراما الرومانسية التاريخية الضخمة التي تزيد عن 3 ساعات هو فلم للجميع - بما في ذلك الأولاد المراهقون.»ذكر ميسلو أنه على الرغم من أن الفلم صُنِّف في مرتبة عالية من قبل الذكور دون سن 18، إلا أن مطابقة لتقييمات للأفلام التي تستهدف الأولاد المراهقين مثل آيرون مان، فمن الشائع أن ينكر الأولاد والرجال الإعجاب بالتايتانيك. اعترف برفضه للفلم عندما كان طفلاً بينما كان يحبه سراً، «إنه مجموعة من العناصر - التاريخية، والرومانسية، والحركة - التي جعلت الفلم عرضًا للجماهير من جميع الأعمار في جميع أنحاء العالم»، وقال: «تيتانيك به عيوب إلا أنه على الرغم من كل إرثه، هو أفضل مما تسمعه عنه، إنه فلم رائع للفتيات في الخامسة عشرة من عمرهن، لكن هذا لا يعني أنه ليس فلماً عظيماً للجميع أيضًا».
ساعدت الاقتباسات في الفلم على زيادة شعبيته. أصبح شعار الفلم «أنا ملك العالم!» (بالإنجليزية: I'm the king of the world!) أحد أكثر الاقتباسات شيوعًا في عالم السينما. وفقًا لأستاذ علم النفس في جامعة ولاية كنساس ريتشارد هاريس، الذي درس سبب رغبة الناس في الاستشهاد بأفلام في المواقف الاجتماعية، فإن استخدام اقتباسات الأفلام في المحادثة اليومية يشبه قول نكتة وطريقة لبناء التضامن مع الآخرين، قال: «يفعل الناس هذا ليشعروا بالرضا عن أنفسهم، ولإضحاك الآخرين، ولإضحاك أنفسهم.»
أوضح كاميرون أن نجاح الفلم استفاد استفادة كبيرة من الترويج والمشاركة. قال: «عندما يكون لدى الناس تجربة جميلة جدًا في السينما، فإنهم يريدون المشاركة فيها. يريدون أن يمسكوا بأصدقائهم ويأتوا بهم حتى يستمتعوا بها»، «يريدون نقل الأخبار أن هذا شيء يستحق المشاهدة في حياتهم. هذه هي الطريقة التي عمل بها تيتانيك.» صرحت شبكة التوعية الإعلامية أن «معدل تكرار المشاهدة العادية للفلم الرائج في السينما يبلغ حوالي 5٪، إلا أنه معدل تكرار فلم تيتانيك أكثر من 20٪». كانت إيرادات شباك التذاكر «أكثر إثارة للإعجاب» عند حساب «مدة الفلم 3 ساعات و14 دقيقة، مما يعني أنه لا يمكن عرضه إلا ثلاث مرات يوميًا مقارنة بعروض الأفلام الأربعة العادية»، ورداً على ذلك «بدأت العديد من المسارح والسينمات عروض منتصف الليل وتمت مكافأتهم بمزيد من الوقت حتى الساعة الثالثة والنصف صباحاً تقريباً».
كان يحمل تيتانيك الرقم القياسي لإجمالي شباك التذاكر لمدة 12 سنة. اعتبر فلم أفاتار أول فلم لديه فرصة حقيقية لتجاوز إجمالي تيتانيك في جميع أنحاء العالم، وفعل ذلك في عام 2010. تم تقديم تفسيرات مختلفة عن سبب تمكن نجاح الفلم في تحدي التيتانيك، على سبيل المثال "حصل أفاتار على ثلثي ما حصده تيتانيك في الخارج... وافتتح أفاتار في 106 أسواق على الصعيد العالمي وكان رقم 1 في جميع هذه الأسواق." وشهدت الأسواق مثل روسيا إيرادات متواضعة بين عامي 1997 و1998، أصبح الفلم مطلوبًا اليوم" مع "المزيد من الشاشات ورواد السينما" أكثر من أي وقت مضى. قال رئيس بوكس أوفيس موجو براندون جراي إنه على الرغم من أن أفاتار قد يتفوق على سجل إيرادات تايتانيك، لكن من غير المرجح أن يتفوق على تايتانيك في الحضور. "كانت أسعار التذاكر أرخص بنحو 3 دولارات في أواخر التسعينات." صرح كاميرون في ديسمبر 2009 "بعض الأفلام الجيدة ظهرت في السنوات القليلة الماضية، يمكن القول بأن تيتانيك قدم نوعًا جديدًا من العاطفة. لا أعتقد أنه سيخرج تيتانيك من مكانه" في مقابلة أجريت في يناير 2010، أعطى رأيًا مختلفًا حول الأمر، ذكر أنه من السهل التنبؤ بأداء أفاتار وأنه سيحتل مكانه، قال:"سيحدث ذلك، إنها مسألة وقت".
ذكرت الكاتبة ألكسندرا كيلر عند تحليل نجاح تيتانيك يمكن للباحثين الاتفاق على أن شعبية الفلم «يبدو أنها تعتمد على الثقافة المعاصرة وتصورات التاريخ وأنماط الاستهلاك والعولمة، وكذلك بالنسبة لتلك العناصر التي تتمتع بخبرة المشاهد السينمائية في التسعينات - مشاهد سينمائية رائعة، وعمل توسعي، وأكثر من ذلك نادرًا ما يُرى الانخراط في الشخصيات والدراما الملحمية».

### الاستقبال النقدي
حصل فلم تيتانيك على مراجعات إيجابية بشكل أساسي من نقاد السينما، وتمت مراجعته بشكل إيجابي من قبل الجماهير، علق الباحثون على التأثيرات الثقافية والتاريخية والسياسية للفلم. على موقع روتن توميتوز، حصل الفلم على نسبة موافقة تبلغ 89% بناءً على 192 مراجعة، بمتوسط تقييم 7.98 / 10. يقول الإجماع النقدي للموقع أن الفلم «انتصار غير مشروط لجيمس كاميرون، الذي يقدم مزيجًا مذهلاً من المرئيات المذهلة والميلودراما القديمة.» حصل الفلم على 75 درجة بناءً على 35 ناقدًا ميتاكريتيك، مما يشير إلى «المراجعات الإيجابية بشكل عام». أعطت الجماهير التي استطلعت آراءها سينماسكور الفلم متوسط درجة "A+" على مقياس A+ إلى F.

### الجوائز
بدأت تيتانيك اكتساح الجوائز بدءًا من جوائز الغولدن غلوب، فاز بأربع جوائز: أفضل فلم سينمائي - دراما، وأفضل مخرج، وأفضل موسيقى تصويرية، وأفضل أغنية أصلية. كانت كيت وينسليت وغلوريا ستيوارت مرشحتين أيضًا. فاز الفلم بجائزة إيس «إيدي»، وجائزة الجمعية الأمريكية للمصورين السينمائيين، وجائزة نقابة مخرجي الفن، وجوائز جوائز جمعية السينما الصوتية، وجائزة نقابة ممثلي الشاشة (نالت غلوريا ستيوارت جائزة أفضل ممثلة مساعدة)، كما حصد الفلم جائزة نقابة المخرجين الأمريكيين، وجوائز جمعية نقاد البث السينمائي (نال منها جيمس كاميرون بجائزة أفضل المخرج)، كما حصد الفلم جوائز نقابة المنتجين الأمريكيين. تم ترشيح الفلم أيضًا لعشر جوائز الأكاديمية البريطانية لفنون السينما والتلفزيون، بما في ذلك أفضل فلم وأفضل مخرج، إلا أنه فشل في الفوز بأي منها.
في عام 1998 رشح لأربعة عشر جائزة أوسكار جائزة أكاديمية معادلاً الرقم القياسي المسجل في عام 1950 من قبل المخرج جوزيف مانكيفيتس لفلم كل شيء عن إيف، ربح إحدى عشرة جائزة أوسكار، من بينها جائزة أفضل فلم في مهرجان الأوسكار لعام 1997. مع كل من بن هور (1959) وسيد الخواتم: عودة الملك (2003)، حصل تايتانك على أكبر عدد من الجوائز الأكاديمية.
فاز تيتانيك بجائزة الأوسكار لعام 1997 لأفضل أغنية أصلية، بالإضافة إلى أربع جوائز غرامي لأفضل أغنية لهذا العام، وأفضل أغنية مكتوبة خصيصًا لصور متحركة أو تلفزيون، وأفضل أداء صوتي نسائي. أصبحت الموسيقى التصويرية للفلم هي الموسيقى التصويرية الأوركسترالية الأكثر مبيعًا في المقام الأول على الإطلاق وحققت نجاحًا عالميًا، حيث قضت ستة عشر أسبوعًا في المرتبة الأولى في الولايات المتحدة، وحصلت على شهادة الماس لأكثر من 11 مليون نسخة تم بيعها في الولايات المتحدة وحدها. أصبحت الموسيقى التصويرية أيضًا الألبوم الأكثر مبيعًا لعام 1998 في الولايات المتحدة. فازت أغنية«قلبي سيستمر» بجائزة غرامي لأفضل أغنية كتبت خصيصًا لفلم سينمائي أو تلفزيوني. حاز الفلم أيضًا على جائزة أفضل أداء ممثل لليوناردو دي كابريو وأفضل فلم في حفل توزيع جوائز إم تي في للأفلام، وأفضل فلم في حفل توزيع جوائز خيار الشعب، والفلم المفضل في حفل توزيع جوائز اختيار الأطفال لعام 1998. حاز الفلم على العديد من الجوائز خارج الولايات المتحدة، بما في ذلك جوائز الأكاديمية اليابانية كأفضل فلم أجنبي لهذا العام. فاز الفلم في النهاية بما يقرب من تسعين جائزة وحصل على سبعة وأربعين ترشيحًا من مختلف الهيئات المانحة للجوائز حول العالم، بالإضافة إلى ذلك، كان كتاب الفلم على رأس قائمة نيويورك تايمز للكتب الأكثر مبيعا لعدة أسابيع، وهي «المرة الأولى التي يحقق فيها كتاب هذا المركز».
منذ صدور الفلم، ظهر تيتانيك على سلسلة جوائز معهد الفلم الأمريكي لـ 100 عام. وقد صنف حتى الآن في القوائم الست التالية:
| معهد الفلم الأمريكي...100 عام | الترتيب | المصدر  | ملاحظات |
| ----------------------------- | ------- | ------- | --- |
| إثارة                         | 25      | [ 136 ] | قائمة بأفضل 100 فلم تشويق في السينما الأمريكية، تم تجميعها عام 2001.                                                                                               |
| عاطفة                         | 37      | [ 137 ] | قائمة بأفضل 100 قصة حب في السينما الأمريكية، تم تجميعها عام 2002.                                                                                                  |
| أغاني                         | 14      | [ 138 ] | قائمة بأفضل 100 أغنية في السينما الأمريكية، تم تجميعها في عام 2004. احتل تيتانيك المرتبة 14 عن أغنية "قلبي سيستمر" (بالإنجليزية: My Heart Will Go On) لسيلين ديون. |
| اقتباسات الفلم                | 100     | [ 115 ] | قائمة بأفضل 100 فلم مقتبس في السينما الأمريكية، تم تجميعها في عام 2005. احتل تيتانيك المرتبة 100 في صيحة جاك داوسون "أنا ملك العالم!"                              |
| أفلام                         | 83      | [ 139 ] | نسخة عام 2007 (الذكرى العاشرة) لقائمة عام 1997 لأفضل 100 فلم في القرن الماضي. لم يكن تيتانيك مؤهل عندما تم إصدار القائمة الأصلية.                                  |
| أعلى 10                       | 6       | [ 140 ] | يتألف استطلاع عام 2008 من أفضل عشرة أفلام في عشرة أنواع مختلفة. احتل تيتانيك المرتبة السادسة كأفضل فلم ملحمي.                                                      |

#### جوائز الأوسكار
1. أفضل فلم لـ جيمس كاميرون وجون لاندو (فاز بها)
2. أفضل مخرج لـ جيمس كاميرون (فاز بها)
3. أفضل تصوير سينمائي لـ راسل كاربانتر (فاز بها)
4. أفضل تصميم إنتاج لـ بيتر لامونت وميشيل فورد (فاز بها)
5. أفضل تصميم أزياء لـ ديبراه لين سكوت (فاز بها)
6. أفضل صوت لـ جاري ريدسترو، توم جونسون، جاري سامرس ومارك يولانو (فاز بها)
7. أفضل مونتاج لـ كونراد باف، جيمس كاميرون وريتشارد أي هاريس (فاز بها)
8. أفضل مونتاج صوتي لـ توم بيلفورت وكريستوفر بويس (فاز بها)
9. أفضل تأثيرات بصرية لـ روبرت لغادو، مارك لاسوف، توماس فيشر وميشيل كانفير (فاز بها)
10. أفضل أغنية أصلية لـ جيمس هورنر«موسيقى»، ويل جنينغيس «كلمات» (فاز بها)
11. أفضل موسيقى تصويرية لـ جيمس هورنر (فاز بها)

#### الترشيحات التي لم يفز بها
1. أفضل ممثلة (كيت وينسليت)(لم تفز)
2. أفضل ممثلة بدور مساعد (غلوريا ستيوارت) (لم تفز)
3. أفضل مكياج وتصفيف شعر (تينا إيرنشاو، جريج كانوم وسيمون تومسون) (لم تفز)

## الإصدار المنزلي
تم إصدار تيتانيك في جميع أنحاء العالم على الشاشات ودور العرض والسينمات بصيغة في إتش إس وليزرديسك في 1 سبتمبر 1998. تم إنفاق أكثر من 50 مليون دولار لتسويق إصدار الفيديو المنزلي للفلم. كما تم توفير كل من صيغ في إتش إس في مجموعة هدايا مثبتة مع شريط الفلم. في الأشهر الثلاثة الأولى، باع الفلم 25 مليون نسخة في أمريكا الشمالية بقيمة مبيعات إجمالية قدرها 500 مليون دولار ليصبح أفضل فيديو حي مبيعًا، متغلبًا على يوم الاستقلال. في ذلك الوقت، باع 58 مليونًا في جميع أنحاء العالم، متجاوزاً فلم الأسد الملك بإجمالي إيرادات عالمية بلغت 995 مليون دولار. بحلول مارس 2005، باع الفلم 8 ملايين قرص دي في دي و59 مليون وحدة في إتش إس.
تم إصدار نسخة دي في دي في 31 أغسطس 1999، في إصدار أحادي القرص ذو شاشة عريضة فقط بدون ميزات خاصة بخلاف العرض الترويجي. صرّح كاميرون في ذلك الوقت أنه ينوي إصدار إصدارات خاصة بميزات إضافية لاحقًا. أصبح هذا الإصدار هو قرص دي في دي الأكثر مبيعًا لعام 1999 وأوائل عام 2000، كان أول قرص دي في دي على الإطلاق يبيع مليون نسخة. في ذلك الوقت، كان لدى أقل من 5% من المنازل الأمريكية مشغل أقراص دي في دي. قال رئيس باراماونت للترفيه المنزلي المحلي ميغان بوروز: «عندما أصدرنا دي في دي تيتانيك الأصلي، كانت الصناعة أصغر بكثير، ولم تكن المكافآت هي المعيار الذي هي عليه الآن».
تمت إعادة إصدار الفلم إلى دي في دي في 25 أكتوبر 2005، عندما أُتيحت طبعة من ثلاثة أقراص للجامع الخاص في الولايات المتحدة وكندا. احتوت هذه الطبعة على نقلة جديدة للفلم، بالإضافة إلى العديد من المميزات الخاصة. تم تسويق الإصدار المكون من قرصين كإصدار خاص، كما تم تسويق الطبعة ذات القرصين على أنها الطبعة الخاصة. في 7 نوفمبر 2005، تم إصدار طبعة من أربعة أقراص، متوفرة فقط في المملكة المتحدة وتم تسويقها باسم نسخة ديلوكس. تم أيضًا إصدار مجموعة محدودة من 5 أقراص للفلم تحت عنوان نسخة ديلوكس محدودة (بالإنجليزية: Deluxe Limited Edition)، أصدرَت فقط في المملكة المتحدة مع 10,000 نسخة مصنعة. يحتوي القرص الخامس على فلم كاميرون الوثائقي «أشباح الهاوية» (بالإنجليزية: Ghosts of the Abyss)، الذي وزعته شركة أفلام والت ديزني. خلافًا للإصدار الفردي لأشباح الهاوية، والذي احتوى على قرصين، تم تضمينه القرص الأول فقط في المجموعة. في عام 2007 وبمناسبة الذكرى العاشرة للفلم، تم إصدار طبعة الذكرى العاشرة على قرص دي في دي، والتي تتألف من أول قرصين من مجموعة الأقراص الثلاثة لعام 2005 ويحتوي على الفلم ومميزات خاصة على الأقراص.
في 10 سبتمبر 2012، تم إصدار تيتانيك بنسخة بلو راي كقرص واحد مختلف وقرصين تضمنا ميزات خاصة، وصدرت أيضًا مجموعة محدودة شملت بلو راي ثلاثي الأبعاد، وبلو-راي ثنائي الأبعاد، وأقراص دي في دي، ونسخة رقمية، ومجموعة متنوعة من الهدايا التذكارية حصرًا لـ أمازون.كوم وغيره من التجار الدوليين.
فيما يتعلق بالبث التلفزيوني، يتم بث الفلم من حين لآخر عبر الولايات المتحدة على شبكات مثل شبكة تورنر التلفزيونية. للسماح بعرض مشهد حيث يرسم جاك رسمة لروز وهي عارية على الشبكات وقنوات الكابل المتخصصة تم إدخال فستان باللون الأسود في المشهد رقميًا، كانت قد ارتدته كيت وينسلت في الفلم. بدأت قناة تيرنر كلاسيك موفيز في عرض الفلم أيضًا، وتحديداً خلال الأيام التي سبقت حفل توزيع جوائز الأوسكار 82.

### قراءات إضافية
- Frakes، Randall (1998). Titanic: James Cameron's Illustrated Screenplay. New York: Harper. ISBN:978-0-06-095307-2.
- Cameron، Stephen (1998). Titanic: Belfast's Own. Ireland: Wolfhound Press. ISBN:978-0-86327-685-9. مؤرشف من الأصل في 2022-03-08.
- Mireille Majoor؛ James Cameron (2003). Titanic: Ghosts of the Abyss. New York: Scholastic. ISBN:978-1-895892-31-4. مؤرشف من الأصل في 2021-02-25.
- Molony، Senan (2005). Titanic: A Primary Source History. Canada: Gareth Stevens. ISBN:978-0-8368-5980-5.
- Marsh, Ed W.؛ Kirkland, Douglas (1998). James Cameron's Titanic. London: Boxtree. ISBN:978-0-7522-2404-6. مؤرشف من الأصل في 2022-03-08.
- Parisi، Paula (1998). Titanic and the Making of James Cameron. London: Orion. ISBN:978-0-7528-1799-6. مؤرشف من الأصل في 2021-07-28.
- Sandler، Kevin S.؛ Studlar، Gaylyn، المحررون (1999). Titanic: Anatomy of a Blockbuster. Piscataway, NJ: Rutgers University Press. ISBN:978-0-8135-2669-0. مؤرشف من الأصل في 2022-08-01.
- Ballard، Robert (1987). The Discovery of the Titanic. Canada: Grand Central Publishing. ISBN:978-0-446-67174-3. مؤرشف من الأصل في 2021-02-28.
- Lynch، Donald (1992). Titanic: An Illustrated History. New York: Madison Press Books. ISBN:978-0-7868-6401-0.
- Lubin، David M. (1999). "Titanic" (BFI Modern Classics). London: BFI Publishing. ISBN:978-0-85170-760-0.

## وصلات خارجية
- الموقع الرسمي
- تيتانيك على موقع IMDb (الإنجليزية)
- تيتانيك على موقع ميتاكريتيك (الإنجليزية)
- تيتانيك على موقع الموسوعة البريطانية (الإنجليزية)
- تيتانيك على موقع روتن توميتوز (الإنجليزية)
- تيتانيك على موقع نتفليكس (الإنجليزية)
- تيتانيك على موقع قاعدة بيانات الأفلام العربية
- تيتانيك على موقع ألو سيني (الفرنسية)
- تيتانيك على موقع Turner Classic Movies (الإنجليزية)
- تيتانيك على موقع أول موفي (الإنجليزية)
- تيتانيك على موقع بوكس أوفيس موجو (الإنجليزية)
- حقائق عن فلم تيتانيك